# Kenneth McAlpine
Kenneth McAlpine OBE DL (Cobham, Reino Unido, 21 de septiembre de 1920-Pembury, Reino Unido, 8 de abril de 2023) fue un piloto de automovilismo y vinicultor británico.

## Biografía
McAlpine fue nieto del empresario Robert McAlpine, quien ostentaba el título nobiliario de «baronet».
Kenneth compitió en la F1 y las 24h de Le Mans entre otras competiciones.                                                                                                                                                
McAlpine apoyó económicamente al equipo Connaught. Tony Brooks ganó con este equipo en el Gran Premio de Siracusa de 1955. El equipo de Connaught, se vio finalmente con problemas económicos. El equipo fue vendido y lo compró Bernie Ecclestone.
Kenneth compitió en la F1 durante la década de 1950, haciendo su debut en el Gran Premio de Gran Bretaña de 1952. Su mejor resultado en un Gran Premio, fue la 13.ª posición obtenida en el Gran Premio de Alemania de 1953. Nunca obtuvo puntos en la Fórmula 1. Participó una vez las 24h de Le Mans, en concreto en 1955, haciendo tándem con su compatriota Eric Thompson. Se retiraron por problemas mecánicos.
McAlpine recibió un OBE al final de la década de 1990 por sus trabajos de vinicultor al Reino Unido.
Desde la defunción de Eric Thompson en agosto de 2015, McAlpine se convirtió en el piloto vivo más longevo de la Fórmula 1 hasta su propia defunción.
Entre el 2020 y 2023, Kenneth fue el último piloto vivo de todos los pilotos que participaron la tercera temporada de la historia de la Fórmula 1 (en 1952).
En septiembre de 2020 cumplió 100 años, siendo el 2.º piloto de F1 en cumplir esta edad (el otro es Paul Pietsch). Desde 2021, es el piloto más longevo de la historia de la categoría.
Murió el 8 de abril de 2023 a la edad de 102 años.

## Resultados

### Fórmula 1
(Clave) (negrita indica pole position) (cursiva indica vuelta rápida)

| Año  | Escudería             | 1   | 2   | 3       | 4   | 5      | 6       | 7      | 8       | 9      | Pos. | Puntos |
| ---- | --------------------- | --- | --- | ------- | --- | ------ | ------- | ------ | ------- | ------ | ---- | ------ |
| 1952 | Connaught Engineering | SUI | 500 | BEL     | FRA | GBR 16 | GER     | NED    | ITA Ret |        | NC   | 0      |
| 1953 | Connaught Engineering | ARG | 500 | NED Ret | BEL | FRA    | GBR Ret | GER 13 | SUI     | ITA NC | NC   | 0      |
| 1955 | Connaught Engineering | ARG | MON | 500     | BEL | NED    | GBR Ret | ITA    |         |        | NC   | 0      |

| Predecesor: Eric Thompson | Piloto vivo más longevo de la Fórmula 1 22 de agosto de 2015-8 de abril de 2023 | Sucesor: Paul Goldsmith |

| Predecesor: Paul Pietsch | Piloto más longevo de todos los tiempos de la F1 2 de septiembre de 2021-actualidad | Sucesor: - |